# Служить и защищать
«Служить и защищать» — американский полицейский детектив 1992 года. Суровая и жестокая картина о нравах полиции, весьма похожих на нравы тех, кого они ловят.

## Сюжет
Профессиональный киллер начал охоту на полицейских и их трупы находят один за другим, в то время как два молодых следователя пытаются разобраться в этих убийствах. И вскоре следователи понимают, что сами жертвы участвовали в кое-каких малопочётных и неблаговидных делах.
В это же время полицейский Фил Иган поссорился с коллегами и подозрение падает на него. Не считая того, что собранные доказательства также могут привести следствие к нему же, так как он весьма подходит под образ разыскиваемого убийцы.

## В ролях
- С. Томас Хауэлл — Фил Иган
- Лезли Дин — Хэрриэт
- Ричард Романус — капитан Малов
- Джо Кортес — Казински
- Стивен М. Гэгнон — лейтенант Бёртон